# Magali Di Marco
Pour les articles homonymes, voir Messmer.
Magali Di Marco, née Messmer le 9 septembre 1971 à La Chaux-de-Fonds, est une triathlète professionnelle suisse, médaillée de bronze aux Jeux olympiques d'été de 2000 à Sydney en Australie.
Après sa carrière sportive, elle se lance en politique avec les Verts.

## Biographie
Magali Messmer commence le sport par la pratique de la natation à l'âge de 10 ans, mais se tourne rapidement vers le triathlon. En 1995, elle gagne le championnat de Suisse et participe aux championnats d'Europe et du monde. 
En 1996, elle décroche la 3e place de la coupe du monde organisée à Paris. Par la suite, elle remporte la coupe du monde organisée à Monaco en 1999 et est deux fois vice-championne d'Europe à Madère en 1999 et en Belgique en 2000. Elle remporte à quatre reprises le titre de championne suisse (1995, 1996, 1999 et 2000). Elle obtient la médaille de bronze lors des Jeux olympiques d'été de 2000 à Sydney, le 16 septembre 2000. À la suite de cette réussite, elle met un terme à sa carrière, mais revient à la compétition en 2003. Depuis son retour, elle remporte encore trois fois le titre national (2005, 2006 et 2007) et se place à plusieurs reprises dans les dix meilleures mondiales en coupe du monde. En 2007, elle fait son meilleur résultat aux championnats du monde en se classant 7e à Hambourg.
Qualifiée grâce à des minima réalisés en 2 h 43 min 59 s, Magali Messmer participe le 16 août 2014 au marathon des championnats d'Europe d'athlétisme de Zurich avec sa compatriote et également triathlète Nicola Spirig, elle effectue le marathon en 2 h 46 min 53 s, à l'âge de 43 ans.
Elle épouse Gianni Di Marco, directeur de l'Office du tourisme de Château-d'Œx. En 2017, ils sont parents de deux enfants.

### Parcours politique
Elle est candidate au Conseil national en octobre 2019, mais n'est pas élue. 
L'année suivante, elle se porte candidate au Conseil d'État valaisan, sur une liste commune avec Brigitte Wolf, verte germanophone, et Mathias Reynard, conseiller national socialiste. Lors des élections qui se tiennent en mars 2021, Brigitte Wolf et Magali Di Marco terminent en septième et huitième places et renoncent à se présenter au second tour.
Le 7 mars 2021, elle est élue députée du district de Monthey au Grand Conseil du canton du Valais,.

## Palmarès

### En triathlon
Le tableau présente les résultats les plus significatifs (podium) obtenus sur le circuit international de triathlon depuis 1997,.
| Année | Compétition                                       | Pays           | Position | Temps           |
| ----- | ------------------------------------------------- | -------------- | -------- | --------------- |
| 2009  | Championnat du monde de triathlon en relais mixte | États-Unis     |          | 1 h 20 min 56 s |
| 2007  | Coupe du monde - l'étape de Richards Bay          | Afrique du Sud |          | 2 h 3 min 47 s  |
| 2007  | Coupe d'Europe - l'étape de Genève                | Suisse         |          | 2 h 14 min 6 s  |
| 2006  | Coupe d'Europe - l'étape de Sanremo               | Italie         |          | 2 h 15 min 24 s |
| 2005  | Coupe d'Europe - l'étape de Genève                | Suisse         |          | 2 h 16 min 38 s |
| 2000  | Jeux olympiques - Sydney                          | Australie      |          | 2 h 1 min 7 s   |
| 2000  | Championnat d'Europe                              | Pays-Bas       |          | 2 h 7 min 22 s  |
| 2000  | Coupe du monde - l'étape de Sydney                | Australie      |          | 2 h 2 min 45 s  |
| 1999  | Championnat d'Europe                              | Portugal       |          | 2 h 1 min 15 s  |
| 1999  | Coupe du monde - l'étape de Monte-Carlo           | France         |          | 2 h 2 min 10 s  |
| 1998  | Coupe du monde - l'étape de Zurich                | Suisse         |          | 1 h 54 min 44 s |
| 1997  | Coupe du monde - l'étape d'Embrun                 | France         |          | 2 h 22 min 41 s |

### En marathon
| Année | Compétition            | Lieu     | Place | Épreuve  |
| ----- | ---------------------- | -------- | ----- | -------- |
| 2010  | Marathon de Lausanne   | Lausanne | 1er   | Marathon |
| 2007  | Christmas Midnight Run | Lausanne | 1er   | 7,2 km   |